# Penstemon ambiguus
Espèce
Penstemon ambiguus  est une espèce de plantes de la famille des Plantaginacées, originaire d'Amérique du Nord. Elle est connue sous de multiples noms en anglais, dont Bush Beardtongue.

## Description
Cette espèce est pérenne et peut atteindre 60cm de haut et former un buisson. Les fleurs sont de couleur blanche à lavande.